# 김해 원명사 예수시왕생칠재의찬요
김해 원명사 예수시왕생칠재의찬요(金海 圓明寺 預修十王生七齋儀纂要)는 대한민국 경상남도 김해시 원명사에 있는 백제의 책이다. 2011년 9월 8일 경상남도의 유형문화재 제515호로 지정되었다.

## 개요
임란 후에 간행된 경전 7책중 하나로, 십지경론(하) 난승지 제5권 7~ 법운지 제10권 12, 간집록, 대방광불화엄경소초 권34, 경덕전등록 권22~24, 대방광원각수다라요의경 권6, 묘법연화경 권1,2이다. 각수를 적어놓은 형태나 어미 모양 등 지방 사찰에서 간행된 목판본의 형태와 판본류를 확인해 볼 수 있으며 조선후기 각 지방의 경전 간행의 경향을 알 수 있는 중요한 자료로 인정된다.

## 지정 사유
1632년(崇禎 五年 壬申) 경상도 청도지 구룡산 수암사 개간본으로, 조선 후기 예수재 의식 연구에 중요한 자료이므로 경상남도 유형문화재로 지정하여 보존․관리하고자 함

## 같이 보기
- 김천 칠불사 소장 예수시왕생칠재의찬요 - 경상북도 문화재자료 제641호

## 참고 자료
- 김해 원명사 예수시왕생칠재의찬요 - 국가유산청 국가유산포털